# Pokol na otoku Daksa
Pokol na Daksi je pokol, ki so ga oktobra 1944 med drugo svetovno vojno na otoku Daksa izvršili jugoslovanski partizani. 
Ko so partizanske enote vstopile v Dubrovnik, so partizani brez kakršnegakoli sojenja ubili 53 uglednih državljanov in hrvaških civilistov. Z identifikacijo in analizo DNK je bila ugotovljena identiteta 18 žrtev, 35 jih je ostalo neznanih, pravo število žrtev pa je bilo ugotovljeno tudi zato, ker je bilo do identifikacije znanih 35 žrtev. 19. junija 2010 so bile žrtve z otoka Daksa dostojno pokopane. Med ubitimi je bil duhovnik Petar Perica ("Padre Perica", kot so ga imenovali Dubrovčani), avtor pesmi Zdravo Djevo Kraljice Hrvata in Do nebesa nek 'se ori. 

## Žrtve pokola
To je majhen del trenutno znanih 697 žrtev (369 civilistov in 327 vojnih ujetnikov) z območja Dubrovnika, ki so jih po »osvoboditvi« leta 1944 ubili jugoslovanski komunisti; kot največje usmrtitveno prizorišče in pokopališče pa je Daksa postala simbol komunističnega terorja nad prebivalci na območju Dubrovnika. 
Večjo skupino zapornikov so v noči s 23. na 24. oktober 1944 prepeljali na otok in jo nastanili v stari samostanski cerkvi. Nato so jih enega za drugim odpeljali "na sprehod", slekli, mučili in ubili. Večina ubitih je bila ustreljena v hrbet glave z orožjem kalibra 9 mm (pištola);  vsi so bili bosi in brez oblačil.
Komunisti so 29. oktobra 1944 po vsem mestu Dubrovnik prilepili letake, ki so bili sestavljeni v obliki sodbe (domnevno), ki jo je 26. oktobra 1944 v imenu ljudstva Jugoslavije izdal sodni svet vojaškega sodišča poveljstva Južne Dalmacije. V zloženki so izpostavljena imena 36 ljudi, ki so jih komunisti (zdaj je znano, da ni bilo sojenja) obsodili na smrt s streljanjem. Bratje frančiškani, med katerimi je bil tudi brat Marijan Blažić, so bili prav tako usmrčeni.
Čeprav so bila imena večine pobitih objavljena že leta 1944, komunistične oblasti niso dovolile sorodnikom, da dostojno pokopljejo pobite, natančna lokacija skupinskih grobov pa niti ni bila razkrita. 
Čeprav je okrožno državno tožilstvo v Dubrovniku leta 2004 odprlo spis o teh dogodkih in so bile zaslišane različne priče, udeleženci tega vojnega zločina proti civilistom domnevno niso bili identificirani.
O tem zločinu je hrvaški pisatelj Ivan Dragojević pisal v alegoričnem romanu R 2, ki so ga hrvaški literarni kritiki in literarna zgodovina nepošteno prezrli. Zaradi tega romana, ki je bil takoj po izidu leta 1973 prepovedan, je bil Ivan Dragojević obsojen na leto in pol zapora. Roman je naposled izšel pri hrvaški emigrantski založbi v Nemčiji.

## Poročilo Ante Jurjevića Baje
Okoliščine poboja na Daksi so osvetlile poročilo takratnega civilnega upravitelja ljudske vlade v Dubrovniku Ante Jurjevića Baje (1913-2001, 1953, odlikovan z redom ljudskega heroja) z dne 25. oktobra 1944: to je zelo dragoceno arhivsko gradivo, ki osvetljuje okoliščine, v katerih je mogoče storiti tako množične vojne zločine nad civilnim prebivalstvom. 
Poročilo navaja, da so partizani osvojili večji del dubrovniškega območja brez bojev, le da so bile enote partizanske XXVI., divizije so prestregle kolono pri umiku pri Stonu z velikimi izgubami na obeh straneh.  Prebivalstvo na območju Dubrovnika ni bilo ne za ustaše ne za partizane - veliko pa so si upali Angleži, katerih okoli tisoč vojakov je res prispelo v okolico Dubrovnika. Zdi se, da je prisotnost angleških sil nekoliko omejila grozo partizanov nad lokalnim prebivalstvom; Poročilo izrecno navaja, da bo sovražnike (kar pomeni sumljive civiliste) po prihodu Angležev težje ujeti in ubiti: "... mnogi se skrivajo in jih ni mogoče odkriti, zdaj pa bo težje glede na zaveznike, ki bodo zaščitili njim ".
Poročilo potrjuje, da ni bilo sojenja nad pomorjenimi "sovražniki ljudstva", med katerimi je bilo "8 duhovnikov, to je fratrov": Podpisali smo sodišče poveljstva območja, ker o vsem tem nismo imeli drugega, vseeno povej svoje mnenje, ubiti jih je treba in za tiste, ki se skrivajo, bo treba storiti vse, da jih ujamejo ". Jurjević je bil napol pismen.

## Seznam žrtev
Nepopoln seznam žrtev pokola na otoku Daksi:
1. Tomislav Baća
2. Petar Barbir, tipograf
3. Slavko Barbir, študent
4. Boris Berković, novinar (Zagreb, 1920 - Daksa, 1944)
5. fr.  Marijan Blažić, dr.  (Sv. Matej, Kastav, 25. marec 1897 - Daksa, 25. oktober 1944)
6. Ante Brešković, trgovec (Nerežišća na Braču, 1. januar 1912 - Daksa, 25. oktober 1944)
7. Baldo Crnjak, obrtnik (Trnova 1901 - Daksa 1944)
8. don Mato Dobud (Luka Šipanska, 19. september 1882 - Daksa, 25. oktober 1944)
9. Milan Goszl, trgovec (Ruma, 1884 - Daksa, 1944)
10. don Mato Kalafatović -Milić (Janjina, 23. julij 1911 - Daksa, 25. oktober 1944)
11. Niko Niko Koprivica, župan Dubrovnika, odvetnik in prvak Hrvaške kmečke stranke [7]
12. don Đuro Krečak (Dubrovnik, 23. april 1883 - Daksa, 25. oktober 1944)
13. Ivo Knežević, kmet (Dubrovnik 1910 - Daksa, 1944)
14. Ivan Kubeš (Kubesch), uradnik (Korčula, 1913 - Daksa, 1944)
15. Jure (Đuro) Matić, poštar (Točionik, 1895 - Daksa, 1944)
16. Željko Milić, kapitan dolge plovbe
17. Makso Milošević, prof., Direktor dubrovaške gimnazije, (Dobrota v Boki Kotorski 1887 - Daksa 1944)
18. Antun Mostarčić, dr.  (Imotski, 1903 - Daksa, 1944)
19. Ivan Nikić, uradnik (Dubrovnik, 1923 - Daksa, 1944)
20. Niko Nunić, univ.  Pravnik, tajnik občine Dubrovnik (Dubrovnik, 1903 - Daksa, 1944)
21. Nikola Obradović, kmet (Donava, 1903 - Daksa, 1944)
22. Ivo Peko, direktor krožišča Dubrovnik in novinar (Dubrovnik 1903-Daksa 1944)
23. Oče Petar Perica (Kotišina nad Makarsko, 27. 6. 1881 - Daksa, 25. 10. 1944)
24. Baldo Poković, odvetnik (Dubrovnik, 1897- Daksa, 1944) Dr.
25. Mato Račević, šolski hišnik (Vitaljina, 1905 - Daksa, 1944)
26. Vido Regjo (Grbavac, 1906 - Daksa 1944)
27. Don Josip Schmidt (Vukovar, 1. marec 1914 - Daksa, 25. oktober 1944)
28. Nedjeljko Dinko Šarić, davčni uradnik (Trstenik, 1905 - Daksa, 1944)
29. Ante Tasovac, policijski skavt (Vela Luka, 1907 - Daksa, 1944)
30. fr.  Toma Tomašić, prof.  (Baška Draga, 17. avgust 1881 - Daksa, 25. oktober 1944)
31. Martin Tomić (Dračevo, 1907 - Daksa, 1944)
32. Josip Tuta, študent (Dubrovnik, 1924 - Daksa, 1944)
33. Frano Vojvodić, predsednik mešanega hrvaškega zbora Gundulić v Dubrovniku, podžupan Dubrovnika (Brgat, 1897 - Daksa, 1944)
34. Marijan Vokić, voznik (Sovići, Drinovci, 1915 - Daksa, 1944)
35. Frano Žiška, upokojeni častnik (1897 - 1944)
36. Ivo Karlović, župan Dubrovnika (1893 - 1944)